# 울지마라 물새야
"울지마라 물새야"는 한국에서 제작된 최훈 감독의 1964년 영화이다. 강신성일 등이 주연으로 출연하였고 우기동 등이 제작에 참여하였다.

## 출연

### 주연
- 강신성일
- 엄앵란
- 이대엽

## 기타
- 조명: 함완섭
- 미술: 홍성칠